# Mispila obliquevittata
Mispila obliquevittata là một loài bọ cánh cứng trong họ Cerambycidae.